# Big Daddy & Rockin’ Combo
Big Daddy & Rockin’ Combo ist eine finnische Rockabilly-Band aus Varsinais.

## Bandgeschichte
Big Daddy begann Ende der 70er Jahre als Rock-’n’-Roll-Sänger. 1981 traf er auf den Schlagzeuger Spatteri und gründete mit zwei weiteren Musikern die Blue Caps. Ein Jahr später wurde daraus mit Bassist Jorkke, Gitarrist Mike River und Sänger und Gitarrist Relli die Rockin' Combo. Doch auch diese Kombination hielt nicht lange und ohne River und Relli machten die Übrigen als Trio unter neuem Namen weiter, trennten sich ganz, kamen in verschiedenen Kombinationen und unter neuen Namen wieder zusammen. Sie sangen Rock ’n’ Roll, Rockabilly, Psychobilly, mal englisch, mal finnisch. Ende der 80er machte Big Daddy auch einige Plattenaufnahmen mit einer Band, die sich erst Suur-Suomi und dann Jupiter Stroll nannte, hatte damit aber keinen Erfolg.
2006 kamen dann Big Daddy, Spatteri, Jorkke und dessen Bruder Big J. wieder als Big Daddy & Rockin' Combo zusammen. Im Jahr darauf wurde das Label Jupiter Stroll Records gegründet, das auch andere finnische Bands der gleichen Musikrichtung unter Vertrag nahm. Mitte des Jahres nahm die Band dann ein Album auf mit 10 Cover- und vier selbstgeschriebenen Songs. My Cadillac Kid's erschien Anfang 2008 und wurde auch international vertrieben. Ebenso folgten internationale Auftritte, zum Beispiel im 20 Flight Rock auf der Hamburger Reeperbahn.
Im Herbst 2008 nahmen Big Daddy & Rockin' Combo dann eine neue Single auf und wählten dafür einen Albumtitel der finnischen Rockband Hanoi Rocks aus den 80er Jahren. Mit dem Titel Dead by X-mas schafften sie eine große Überraschung und stiegen in der 45. Chartwoche auf Platz 1 der finnischen Charts ein.
Im Frühjahr 2009 kam die finnischsprachige Single "Soittajan Vaimo" auf den Markt und stieg in Woche 20 auf Platz 6 der Finnischen Charts.

## Diskografie

### Alben
- 2008: My Cadillac Kids
- 2008: Live and Loud in Loimaa (Split-Livealbum zusammen mit Good Grief[1])
- 2008: 21st Century Fin-a-billy Vol 1 (Various)
- 2013: Don’t Throw Me Out

### Singles und EPs
- 2008: Dead by X-mas / Tragedy / I  Will Stay
- 2009: Soittajan Vaimo (EP)
- 2010: Dead, Jail or Rock ’n’ Roll / Rollin Down the Road
- 2011: I Wasn’t Surprised
- 2013: Virgnia
- 2013: Rebels
- 2018: Do Ya Do Ya (Wanna Please Me)